# فنان جوع (مجموعة قصصية)
فنان جوع (بالألمانية: Ein Hungerkünstler) مجموعة من أربع قصص قصيرة من تأليف الكاتب التشيكي فرانز كافكا، نشرت في ألمانيا في 1924، وهذه المجموعة هي الأخيرة التي يعدها كافكا للنشر قبل وفاته. ونشرت صادرة عن دار نشر دي شميده بعد عدة أشهر من وفاته.
تضمنت المجموعة الأربع القصص التالية:
- 1922-1921: «معاناة أولى» «Erstes Leid».
- 1922: «فنان جوع» «Ein Hungerkünstler»
- 1924-1923: «امرأة صغيرة» «Eine kleine Frau».
- 1924: «جوزيفينه المغنية، أو شعب الفئران» «Josephine, die Sängerin oder Das Volk der Mäuse».

## وصلات خارجية
- فنان جوع، على ويكي مصدر الألمانية.
- فنان جوع، على الفهرس العالمي.